# Strana zelených
Strana zelených (SZ), "Gröna partiet", är ett grönt politiskt parti i Tjeckien, bildat i Tjeckoslovakien 1989. Partiet är medlem i Europeiska gröna partiet (EGP) men saknar representation i Europaparlamentet. Partiledare är Martin Bursík. Gröna partiet ingick i Mirek Topoláneks (ODS) regeringskoalition.